# Ormosia beatifica
Ormosia beatifica är en tvåvingeart som beskrevs av Alexander 1938. Ormosia beatifica ingår i släktet Ormosia och familjen småharkrankar. Inga underarter finns listade i Catalogue of Life.